# Let It Be (musikalbum av The Replacements)
Let It Be är den amerikanska musikgruppen The Replacements tredje studioalbum, utgivet oktober 1984 av Twin/Tone Records. Efter deras förra album, Hootenanny, hade gruppen tröttnat på att enbart spela högljudd och snabb musik och bestämde sig för att skriva låtar som var, enligt sångaren Paul Westerberg, "lite mer uppriktiga". Albumet är influerad av genrer såsom metal, Chicago blues och arenarock och visar mer komplexa arrangemang och låtskrivande än bandets tidigare album. Albumet blev remastrat och återutgivet 2008, med ytterligare sex spår.
Spår 6, "Black Diamond", är en cover på en Kiss-låt.

## Mottagande
Albumet har blivit hyllat av kritiker och är ofta nämnt som ett av 80-talets bästa album. Tiny Mix Tapes hävdar att Let It Be är The Replacements mästerverk. Pitchfork Media skriver att "Let It Be är, på sitt eget sätt, perfekt".
Spin rankade albumet på plats 12 på deras lista över de 25 bästa albumen genom tiderna.

## Låtlista
| 1. | I Will Dare                | 3:18 |
| 2. | Favorite Thing             | 2:19 |
| 3. | We're Comin' Out           | 2:21 |
| 4. | Tommy Gets His Tonsils Out | 1:53 |
| 5. | Androgynous                | 3:11 |
| 6. | Black Diamond              | 2:40 |

| 7.  | Unsatisfied        | 4:01 |
| 8.  | Seen Your Video    | 3:08 |
| 9.  | Gary's Got a Boner | 2:28 |
| 10. | Sixteen Blue       | 4:24 |
| 11. | Answering Machine  | 3:40 |

| 12. | 20th Century Boy                   | 3:56 |
| 13. | Perfectly Lethal                   | 3:30 |
| 14. | Temptation Eyes                    | 2:30 |
| 15. | Answering Machine (demo)           | 2:43 |
| 16. | Heartbeat — It's a Lovebeat        | 2:55 |
| 17. | Sixteen Blue (alternativa vokaler) | 5:08 |

## Medverkande
The Replacements
- Chris Mars – trummor, sång
- Bob Stinson – gitarr
- Tommy Stinson – basgitarr
- Paul Westerberg – sång, gitarr, piano, mandolin på "I Will Dare"

Kompletterande musiker
- Peter Buck – gitarrsolo på "I Will Dare"